# Équipe cycliste MBH Bank Ballan CSB
L'équipe cycliste MBH Bank Ballan CSB est une équipe cycliste italienne créée en 1999 et basée à Bergame. Elle a fait passer plusieurs italiens au niveau professionnel. Depuis 2017, elle est la réserve de l'équipe World Tour Bahrain. En 2019, elle obtient une licence d'équipe continentale (troisième division).
Elle ne doit pas être confondue avec l'équipe Colpack-Astro, qui a existé entre 2000 et 2002.

## Histoire de l'équipe
En 2019, l'équipe devient une équipe continentale.

## Principales victoires

### Compétitions internationales
Contrairement aux autres courses, les championnats du monde sont disputés par équipes nationales et non par équipes commerciales.
- Championnats du monde sur piste
  - Poursuite : 2016 (Filippo Ganna)

### Courses d'un jour

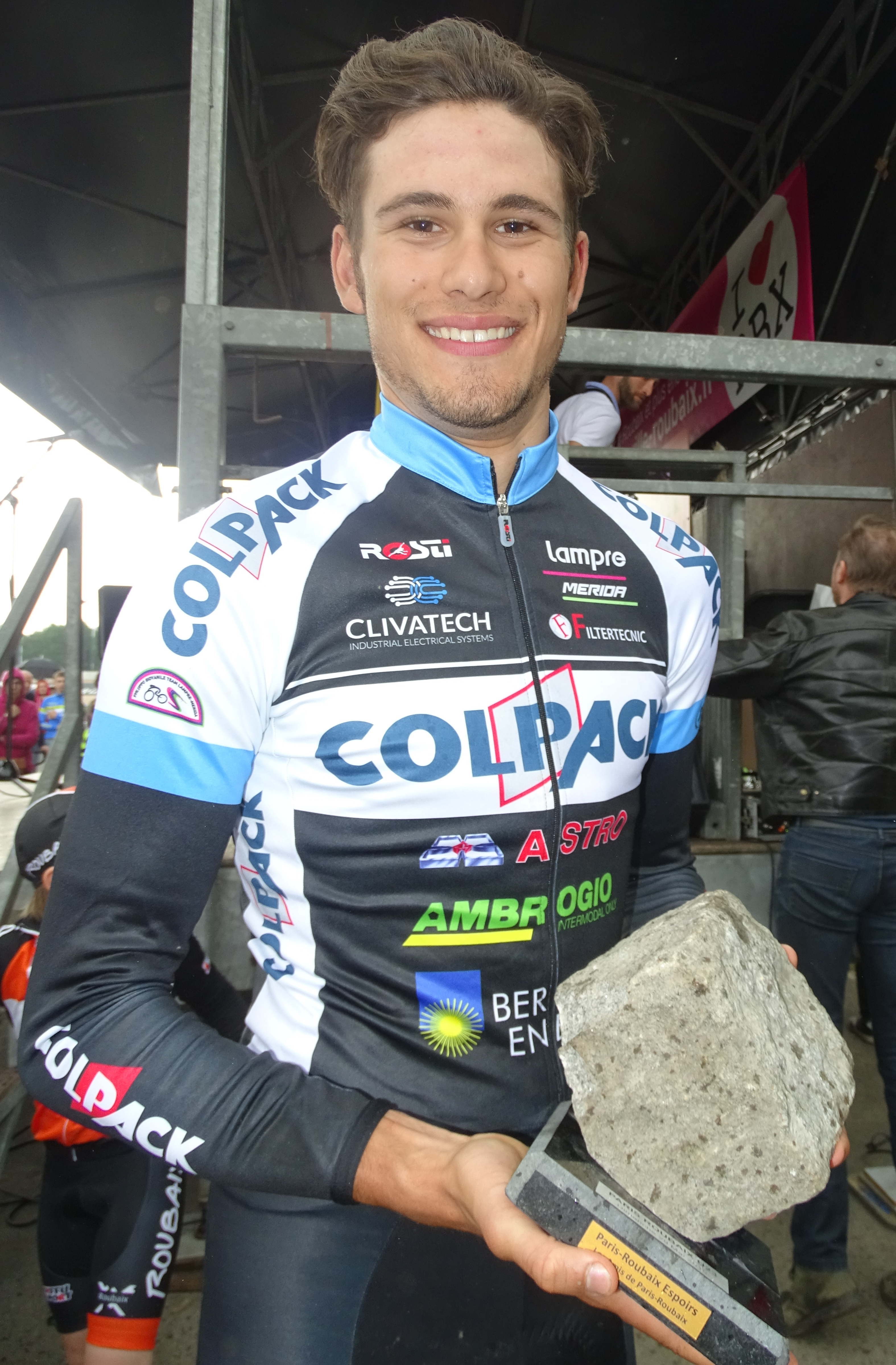
Filippo Ganna après sa victoire sur Paris-Roubaix espoirs en 2016.

- Trofeo Papà Cervi : Giorgio Bocchiola (2012)
- Gran Premio Capodarco : Gianfranco Zilioli (2012), Mark Padun (2017), Matteo Ambrosini (2023)
- Circuito del Porto-Trofeo Arvedi : Riccardo Minali (2015), Davide Persico (2022)
- Grand Prix Laguna : Filippo Ganna (2016), Andrea Toniatti (2017)
- Trophée de la ville de San Vendemiano : Simone Consonni (2016), Andrea Bagioli (2019), Antonio Tiberi (2020), Florian Samuel Kajamini (2024)
- Paris-Roubaix espoirs : Filippo Ganna (2016)
- Giro del Medio Brenta : Fausto Masnada (2016), Sergio Meris (2024)
- Gran Premio Industria e Commercio Artigianato Carnaghese : Simone Consonni (2016)
- Trofeo Banca Popolare di Vicenza : Mark Padun (2017)
- Trofeo Edil C : Marco Negrente (2017)
- Gran Premio della Liberazione : Seid Lizde (2017), Michele Gazzoli (2021), Alessandro Romele (2023)
- Trofeo Alcide Degasperi : Andrea Toniatti (2017)
- Trophée de la ville de Brescia : Filippo Rocchetti (2018)
- Piccolo Giro di Lombardia : Andrea Bagioli (2018[3] et 2019)
- Trofeo Piva : Juan Ayuso (2021), Pavel Novák (2024)
- Giro del Belvedere : Juan Ayuso (2021)
- La Popolarissima : Nicolás Gómez (2022) et Davide Persico (2023)
- Tour de la Province de Bielle : Florian Samuel Kajamini (2024)

### Courses par étapes
- Tour de la Vallée d'Aoste : Davide Villella (2013)
- Flèche du Sud : Mark Padun (2017)
- Toscane-Terre de cyclisme : Andrea Bagioli (2018)
- Ronde de l'Isard : Andrea Bagioli (2019)
- Giro Ciclistico d'Italia : Juan Ayuso (2021)

### Championnats nationaux
- Championnats d'Italie sur route : 4
  - Course en ligne espoirs : 2016 (Simone Consonni)
  - Contre-la-montre espoirs : 2014, 2015 (Davide Martinelli) et 2016 (Filippo Ganna)
- Championnats d'Ukraine sur route : 1
  - Contre-la-montre espoirs : 2016 (Mark Padun)
- Championnats d'Italie sur piste : 5
  - Omnium : 2013, 2016 (Simone Consonni), 2018 (Francesco Lamon)
  - Course aux points : 2014, 2016 (Francesco Lamon)
  - Américaine : 2014 (Simone Consonni et Francesco Lamon)

## Classements UCI
L'équipe participe aux épreuves des circuits continentaux et en particulier de l'UCI Europe Tour. Les tableaux ci-dessous présentent les classements de l'équipe sur les différents circuits, ainsi que son meilleur coureur au classement individuel.
UCI America Tour
| UCI America Tour | UCI America Tour       | UCI America Tour                          | UCI America Tour |
| Année            | Classement par équipes | Meilleur coureur au classement individuel |                  |
| ---------------- | ---------------------- | ----------------------------------------- | ---------------- |
| 2021             | -                      | Nicolás Gómez (103e)                      |                  |
| 2022             | -                      | Nicolás Gómez (32e)                       |                  |
|                  |                        |                                           |                  |
| Source : UCI     |                        |                                           |                  |

UCI Europe Tour
| UCI Europe Tour | UCI Europe Tour        | UCI Europe Tour                           | UCI Europe Tour |
| Année           | Classement par équipes | Meilleur coureur au classement individuel |                 |
| --------------- | ---------------------- | ----------------------------------------- | --------------- |
| 2019            | 79e                    | Andrea Bagioli (496e)                     |                 |
| 2020            | 69e                    | Antonio Tiberi (604e)                     |                 |
| 2021            | 16e                    | Filippo Baroncini (99e)                   |                 |
| 2022            | 49e                    | Davide Persico (648e)                     |                 |
| 2023            | 46e                    | -                                         |                 |
|                 |                        |                                           |                 |
| Source : UCI    |                        |                                           |                 |

L'équipe est également classée au Classement mondial UCI qui prend en compte toutes les épreuves UCI et concerne toutes les équipes UCI.
| Classement mondial | Classement mondial     | Classement mondial                        | Classement mondial |
| Année              | Classement par équipes | Meilleur coureur au classement individuel |                    |
| ------------------ | ---------------------- | ----------------------------------------- | ------------------ |
| 2019               | 138e                   | Andrea Bagioli (671e)                     |                    |
| 2020               | 108e                   | Antonio Tiberi (753e)                     |                    |
| 2021               | 35e                    | Filippo Baroncini (115e)                  |                    |
| 2022               | 88e                    | Nicolás Gómez (407e)                      |                    |
| 2023               | 82e                    | Sergio Meris (654e)                       |                    |
| 2024               | 76e                    | Florian Samuel Kajamini (451e)            |                    |
|                    |                        |                                           |                    |
| Source : UCI       |                        |                                           |                    |

## Saisons précédentes

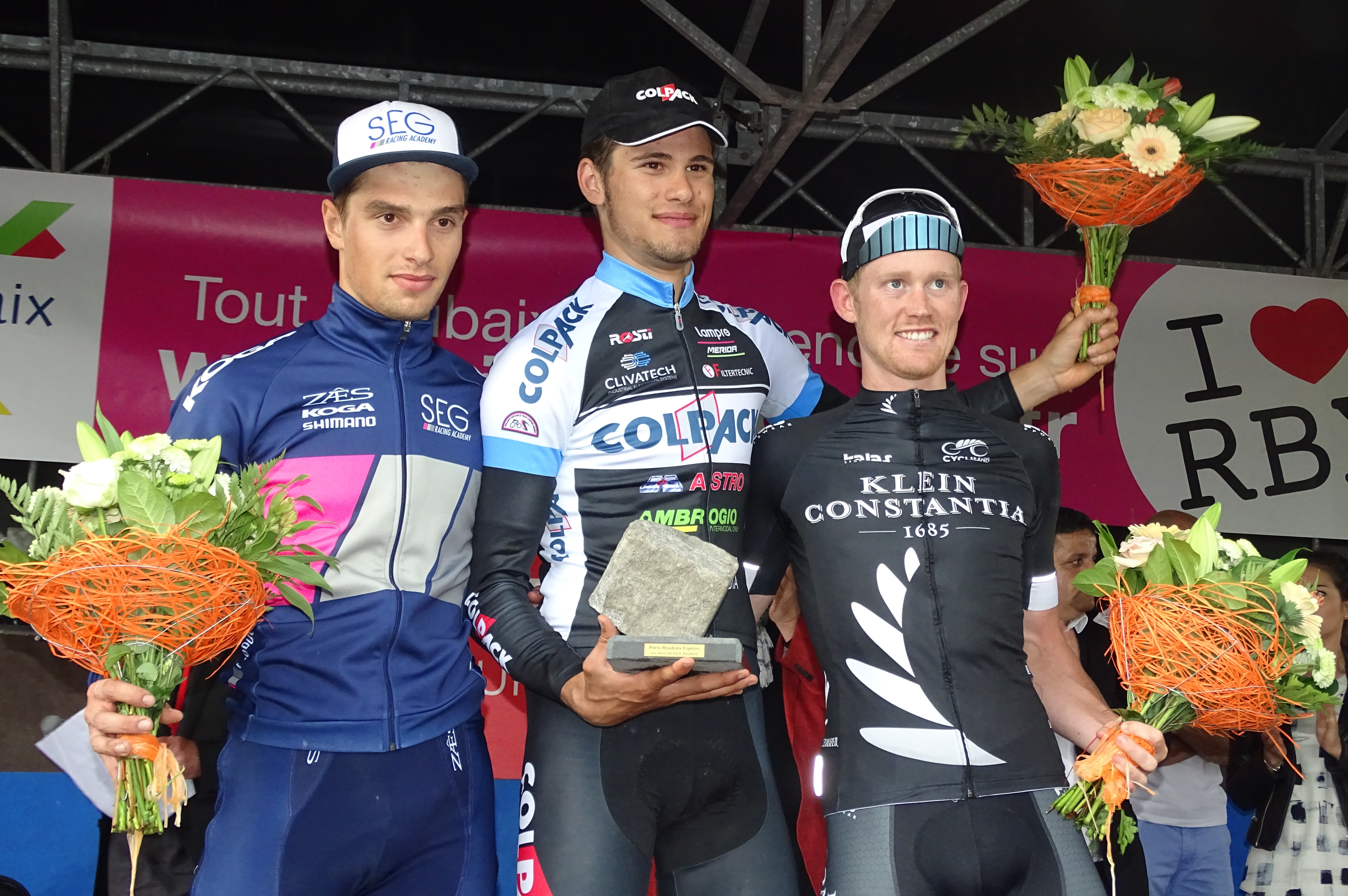
Podium de l'édition 2016 de Paris-Roubaix espoirs : Jenthe Biermans (2e), Filippo Ganna (1er) et Hamish Schreurs (3e).

## MBH Bank Ballan CSB en 2025
Effectif
| Effectif 2025                       | Effectif 2025     | Effectif 2025 | Effectif 2025                         |
| Cycliste                            | Date de naissance | Pays          | Équipe précédente                     |
| ----------------------------------- | ----------------- | ------------- | ------------------------------------- |
| Matteo Ambrosini                    | 23 avril 2002     | Italie        |                                       |
| Christian Bagatin                   | 14 juin 2002      | Italie        | SIAS Rime (2023)                      |
| Zsombor Balogh                      | 10 avril 2006     | Hongrie       |                                       |
| Diego Bracalente                    | 6 décembre 2004   | Italie        |                                       |
| Gabriele Casalini (1 janv.–13 juin) | 9 octobre 2004    | Italie        |                                       |
| Cesare Chesini                      | 11 mars 2004      | Italie        | Zalf Euromobil Fior (2024)            |
| Edoardo Cipollini                   | 27 avril 2005     | Italie        |                                       |
| Luca Cretti                         | 30 juin 2001      | Italie        | Casillo-Petroli Firenze-Hopplà (2022) |
| Matteo Fiorin                       | 14 juin 2005      | Italie        |                                       |
| Bálint Makrai                       | 6 octobre 2006    | Hongrie       |                                       |
| Lorenzo Masciarelli                 | 22 octobre 2003   | Italie        |                                       |
| Lorenzo Nespoli                     | 30 septembre 2004 | Italie        |                                       |
| Pavel Novák                         | 3 décembre 2004   | Tchéquie      | Ciclistica Trevigliese (2022)         |
| Manuel Oioli                        | 17 mai 2003       | Italie        | Q36.5 Continental (2024)              |
| Samuel Quaranta                     | 15 avril 2002     | Italie        |                                       |
| Enrico Simoni                       | 22 juin 2006      | Italie        |                                       |
| Zsombor Tamás Takács                | 6 janvier 2006    | Hongrie       |                                       |
| Márk Valent                         | 11 juin 2004      | Hongrie       | Epronex-Hungary Cycling Team (2023)   |
| Barnabás Vas                        | 23 février 2006   | Hongrie       |                                       |
| Leonardo Vesco                      | 30 juillet 2005   | Italie        |                                       |
| Fabio Felline (14 juin–31 déc.)     | 29 mars 1990      | Italie        | Lidl-Trek (2024)                      |
|                                     |                   |               |                                       |
| Source : ProCyclingStats            |                   |               |                                       |

Victoires
| Victoires | Victoires                     | Victoires | Victoires | Victoires       | Victoires |
| Date      | Course                        | Pays      | Classe    | Vainqueur       |           |
| --------- | ----------------------------- | --------- | --------- | --------------- | --------- |
| 22 avr.   | Gran Premio Palio del Recioto | Italie    | 1.2U      | Lorenzo Nespoli |           |